# Lukaya (distrikt)
Lukaya var till den administrativa reformen 2015 ett distrikt i Kongo-Kinshasa. Det låg i provinsen Bas-Congo (sedan 2015 Kongo-Central), i den västra delen av landet, 100 km söder om huvudstaden Kinshasa.